# Smer – slovenská sociálna demokracia
Smer – slovenská sociálna demokracia (kurz Smer-SSD oder Smer, deutsch Richtung – Slowakische Sozialdemokratie), 1999–2004 Smer (tretia cesta), deutsch „Richtung (Dritter Weg)“, 2005–2021 Smer – sociálna demokracia, ist eine politische Partei in der Slowakei. Sie gehört der Sozialistischen Internationale an.
Politikwissenschaftler verorten die Smer entweder als linkspopulistisch oder als sozialdemokratisch, bescheinigen der Partei jedoch auch ein nationalpopulistisches Auftreten und sozialkonservative Positionen in der Gesellschaftspolitik. Seit der Nationalratswahl 2006 bis einschließlich 2016 war Smer bei allen Parlaments- und Europawahlen die stimmenstärkste slowakische Partei. Sie war bisher viermal (2006–2010, 2012–2016, 2016–2020, seit 2023) an einer Regierung beteiligt und stellte jedes Mal mit ihrem Parteichef Robert Fico den Ministerpräsidenten. In der Europawahl 2019 und der Nationalratswahl 2020 verpasste die Smer zum ersten Mal seit 2006 den Wahlsieg; nach ununterbrochenen acht Jahren Beteiligung an der Regierung musste sie ab 2020 als Oppositionspartei agieren. Im Juni 2020 wurde bekannt, dass der ehemalige Ministerpräsident und stellvertretende Vorsitzende Peter Pellegrini und weitere zehn Abgeordnete die Smer verlassen würden, um eine eigene sozialdemokratische Partei namens Hlas – sociálna demokracia (deutsch Stimme – Sozialdemokratie) zu gründen.

## Einordnung
Wissenschaftler unterschiedlicher Couleur wie Jane Oispuu (2006), Marianne Kneuer (2006), Miroslav Mareš (2007), Tom Thieme (2007/11), Cas Mudde (2008), Franz Schausberger (2008), Torsten Oppelland (2010) und Karl Magnus Johansson (2014) verorten Smer im Linkspopulismus. Vereinzelt wird sie als „sozialpopulistisch“ bezeichnet, so von Kai-Olaf Lang (2004/05/09). Wolfgang Ismayr (2010) hält sie für mittlerweile „sozialdemokratisch“, auch Hannes Hofbauer und David X. Noack (2013) urteilen, dass sich die Partei bereits vor den Wahlen 2012 „sozialdemokratisiert“ habe. Nach Dieter Segert (2009) bediene sie sich jedenfalls „populistischer Mittel“. Klaus Bachmann (2006) attestierte der Partei, dass sie Gefühle von „Anti-Establishment“ und „Law and Order“ bediene; sie trete überdies „national“ und „euroskeptisch“ auf und bemühe sich in jüngster Vergangenheit um ein sozialdemokratischeres Image. Vladimír Bilčík und Juraj Buzalka (2012) erkennen eher einen sozialkonservativen „Nationalpopulismus“.
In Medien wird die Smer teilweise auch als „linksnational“ oder „linksnationalistisch“ bezeichnet.

## Entstehungsgeschichte und ideologische Strömungen

Parteilogo bis 2020

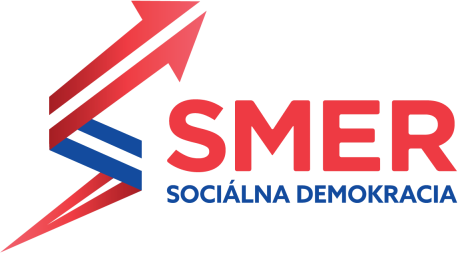
Parteilogo 2020 bis 2021

Die Partei entstand als Smer (dt. „Richtung“) am 8. November 1999 um den Politiker Robert Fico, nachdem dieser aus der Partei der demokratischen Linken (SDĽ) ausgetreten ist. In den ersten Monaten nach ihrer Gründung präsentierte sich Smer als eine an keine klassische Ideologie gebundene Partei. Drei Jahre später fing sie an, die Bezeichnung Smer (tretia cesta) (dt. „Richtung (der dritte Weg)“) zu benutzen, und nannte die deutsche SPD und die britische Labour-Party mit Tony Blairs Konzept des Dritten Weges als Parteivorbilder. Zugleich lehnte Smer es aber ab, sich mit den Ideen der Sozialdemokratie zu identifizieren. Erst nachdem die Partei 2002 an der Regierungsbildung nicht teilnahm, ordnete sie sich parteiideologisch dem linken Spektrum ein. Bis 2007 kam es zu Vereinigungen mit der Partei der demokratischen Linken (SDĽ), der Sozialdemokratischen Alternative (SDA), der Partei der Bürgerlichen Verständigung (SOS) von Rudolf Schuster, dem Block der Linken (ĽB) sowie der Sozialdemokratischen Partei der Slowakei (SDSS), der alten Partei von Alexander Dubček. Im ehrenvollen Gedenken an Dubček nannte sich die Partei fortan Smer – sociálna demokracia (dt. „Richtung – Sozialdemokratie“).
Generell verlaufen die Trennlinien innerhalb der Partei weniger entlang ideologischer Überzeugungen als vielmehr entlang geographischer Regionen. Die sichtbarste ideologische Kluft besteht zwischen der „patriotisch-konservativen Strömung“ und der „wirtschaftsorientiert-pragmatischen Strömung“. Das vereinigende Element des Parteichefs Robert Fico vermag es, nicht nur diese beiden, sondern auch kleinere ideologische Randströmungen kulturell-liberaler, euro-föderalistischer oder linksradikaler Orientierung zu integrieren.
Auf den im Juli 2016 vom europäischen Smer-Abgeordneten Boris Zala geäußerten Vorwurf, Robert Fico und der Parteivorstand würden die Partei in Richtung Nationalkonservatismus ausrichten, entgegnete der slowakische Kulturminister und Vizevorsitzender von Smer Marek Maďarič:

„Boris Zala täuscht sich bei seiner programmatischen Enttäuschung. Denn Smer steht und entwickelt sich seit dem Jahr 2003 auf zwei programmatischen Säulen – der sozialen und der nationalen – und dies gibt ihr die Möglichkeit, auf der politischen Szene zu dominieren. [...]
Es ist wahr, dass Smer keine Ambition hatte, eine „Brüsseler Linke“ zu sein, was in sich nicht nur eine radikale Umsetzung von LBGT-Themen beinhaltet, sondern auch eine Gleichgültigkeit bei der Durchsetzung slowakischer nationaler Interessen. Falls Boris Zala sich nach so einer Partei sehnt, war Smer nie eine solche und es würde eine schnelle Marginalisierung von Smer bedeuten.“

## Programmatik
Trotz ihrer Verankerung in der sozialistischen Internationale und dem eigenen Bekenntnis zur sozialdemokratischen Ausrichtung gibt es zwischen der Programmatik der Smer-SD und westeuropäischen Sozialdemokraten einige fundamentale Unterschiede.

### Innenpolitik
Das Programm der Smer zielt auf die Aufrechterhaltung des Wirtschaftswachstums durch öffentliche Investitionen (Neo-Keynesianismus), auf Solidarität und einen starken Sozialstaat. Die Slogans der Partei sind traditionell auf wirtschaftliche Unsicherheit und die Angst der einfachen Menschen vor einem Arbeitsplatzverlust sowie auf einen Gemeinschaftssinn der Bevölkerung ausgerichtet. Im Gegensatz zu zahlreichen anderen mittel- und westeuropäischen sozialdemokratischen Parteien verweigerte die Smer neoliberale Wirtschaftsreformen.
Ein weiterer Unterschied zur westeuropäischen Sozialdemokratie besteht bei der Smer in der Thematisierung der „nationalen Frage“, da diese in der slowakischen Gesellschaft lange viel wichtiger und in der Politik präsenter war als in den westeuropäischen Demokratien. Gegenüber kulturell-liberalen Themen wie Minderheitenrechten, Sexual- und Umweltrechten, die Unterstützung des kulturellen Pluralismus und die Ablehnung der „großen Ideologien“ der Vergangenheit praktiziert die Smer einen soziokulturellen Konservatismus bzw. nimmt eine neutrale Haltung ein. Ľuboš Blaha erklärt dies damit, dass im Unterschied zu den sozialdemokratischen Parteien Westeuropas, deren Wählerschaft in der Regel eine städtische und kosmopolitische ist, die Smer mit massiven Einbrüchen bei ihrer eher konservativen Wählerschaft vom Land rechnen müsste, wenn sie bei postmodernen Themen eine zu liberale Haltung einnehmen würde. Etwa die Hälfte der Smer-Wähler ist linksorientiert, etwa die andere Hälfte sind nationalkonservative Wähler.

### Einwanderungspolitik
Im Bereich Einwanderung warnt Smer vor einer „Überfremdung“ der Slowakei und der Entwicklung von Parallelgesellschaften, insbesondere muslimische Flüchtlinge bzw. Einwanderer werden abgelehnt. Des Weiteren wird in Zusammenarbeit mit anderen Staaten der EU die Schließung und Militarisierung der mazedonisch-griechischen Grenze angestrebt. Parteichef und Ministerpräsident Robert Fico sagte, man könne solche Anschläge wie in Paris und Köln nur verhindern, wenn man die muslimische Zuwanderung begrenze. Muslime bezeichnete er generell als nicht integrationsfähig. Auch sorgte er für Aufsehen mit seiner im November 2015 nach den Terroranschlägen in Paris getroffenen Aussage, jeden einzelnen Muslim in der Slowakei nun einzeln überwachen zu wollen.

### Außenpolitik
Die Smer ist für eine Mitgliedschaft der Slowakei in der EU und der NATO, sie betont gleichzeitig die Notwendigkeit von guten Beziehungen mit Russland und China. Bei Wahlkämpfen spielt Antiamerikanismus eine Rolle.

## Wahlergebnisse in der Übersicht
| Jahr | Wahl                  | Stimmenanteil | Sitze  | Platz | Position              |
| ---- | --------------------- | ------------- | ------ | ----- | --------------------- |
| 2002 | Nationalratswahl 2002 | 13,5 %        | 25/150 | 3.    | Opposition            |
| 2004 | Europawahl 2004       | 16,9 %        | 3/14   | 3.    | —                     |
| 2006 | Nationalratswahl 2006 | 29,1 %        | 50/150 | 1.    | Regierungsbeteiligung |
| 2009 | Europawahl 2009       | 32,0 %        | 5/14   | 1.    | —                     |
| 2010 | Nationalratswahl 2010 | 34,8 %        | 62/150 | 1.    | Opposition            |
| 2012 | Nationalratswahl 2012 | 44,4 %        | 83/150 | 1.    | Alleinregierung       |
| 2014 | Europawahl 2014       | 24,1 %        | 4/14   | 1.    | —                     |
| 2016 | Nationalratswahl 2016 | 28,3 %        | 49/150 | 1.    | Regierungsbeteiligung |
| 2019 | Europawahl 2019       | 15,7 %        | 3/14   | 2.    | —                     |
| 2020 | Nationalratswahl 2020 | 18,3 %        | 38/150 | 2.    | Opposition            |
| 2023 | Nationalratswahl 2023 | 22,9 %        | 42/150 | 1.    | Regierungsbeteiligung |
| 2024 | Europawahl 2024       | 24,8 %        | 5/15   | 2.    | —                     |